# فابريس لوشيني
وهو ممثل فرنسي ولد في الأول من تشرين الثاني عام 1951 في باريس. 

## حياته

### الطفولة والدراسة والبدايات
ولد فابريس لوشيني في الدائرة التاسعة لمدينة باريس لعائلة من المهاجرين الإيطاليين يمتهنون تجارة الفواكه والخضروات. ولد كلا والديه في فرنسا فابوه اديلمو لوشيني (1910-2008) ولد في مدينة فيليربت الفرنسية الحدودية، وولد امه هيلين رولهاك (1919-2008) في الدائرة العاشرة لباريس. وفابريس لوشيني وكبر في باريس.

وبما انه لم يكن منجذباً للمدرسة فقد وضعته امه وهو في سن الثالثة عشر في محل للحلاقة كي يتعلم الحلاقة. بدأ يتعلم الحلاقة وصار يحب الادب ويطالع لكبار الادباء الفرنسيين مثل: بلزاك، وفلوبير، وبروست. 
ثم قرر ان يأخذ دروساً في فن التمثيل الدرامي ثم حصل بعد ذلك في الثمانينيات على بعض الشهرة من خلال أفلام مثلها من إخراج المخرج الفرنسي إيريك رومير مثل (بيرسوفال القادم من بلاد الغال Perceval le Gallois) عام 1978، و(ليالي القمر التمام Les Nuits de la pleine lune) عام 1984، و(أربع مغامرات لرينيت وميرابيل Quatre aventures de Reinette et Mirabelle) عام 1987. 

### مسيرته الفنية
مثل بعد ذلك فابريس لوشيني الكثير من الأفلام لكن كان الفضل لدوره في فلم (الكتومة La Discrete) من إخراج كريستيان فانسون عام 1990 في شهرته بشكل واسع للجمهور. 
صار في التسعينات ممثلاً مطلوباً في السينما الفرنسية ومثل الكثير من الأفلام مثل (عودة كازانوفا) عام 1992 بجانب ألان ديلون وإلزا لونغيني، ومثل فلم (الكولونيل شابيل) بجانب جيرارد ديبارديو، وفاني آردانت، وفلم (بومارشيه المتغطرس Beaumarchais, l'insolent) عام 1997 وهو الفلم الذي رشح في وقتها لنيل جائزة السيزار عليه. 

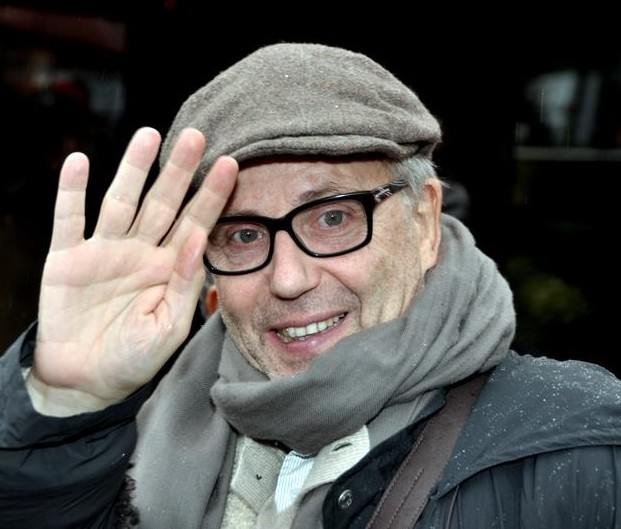
فابريس لوشيني عام 2013

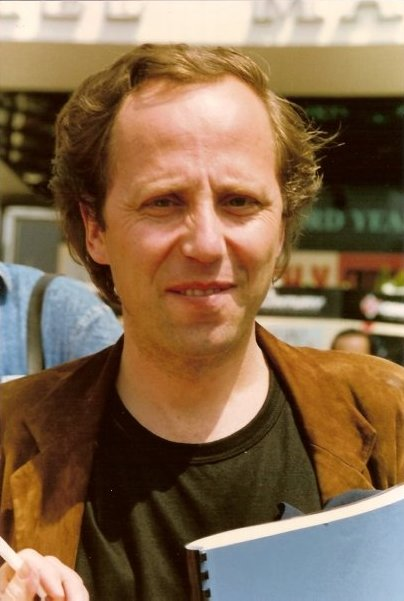
لوشيني في مهرجان كان عام 1992

## روابط خارجية
- فابريس لوشيني على موقع IMDb (الإنجليزية)
- فابريس لوشيني على موقع مونزينجر (الألمانية)
- فابريس لوشيني على موقع قاعدة بيانات الأفلام العربية
- فابريس لوشيني على موقع ألو سيني (الفرنسية)
- فابريس لوشيني على موقع ميوزك برينز (الإنجليزية)
- فابريس لوشيني على موقع أول موفي (الإنجليزية)
- فابريس لوشيني على موقع قاعدة بيانات الأفلام السويدية (السويدية)
- فابريس لوشيني على موقع ديسكوغز (الإنجليزية)
- فابريس لوشيني على موقع قاعدة بيانات الفيلم (الإنجليزية)
- فابريس لوشيني على موقع كينوبويسك (الروسية)